# Sluis de Piet
Sluis de Piet is een buurtschap ten westen van Wolphaartsdijk en ten noorden van Lewedorp, gelegen aan het natuur- en recreatiegebied De Piet in de gemeente Goes in de Nederlandse provincie Zeeland.
De buurtschap ontstond door de bouw van het gemaal De Piet in 1917-1918, waarbij twee dienstwoningen werden geplaatst. Later werden naast de dienstwoningen nog enkele andere woningen gebouwd. De buurtschap maakte tussen 1811 en 1969 onderdeel uit van de gemeente Wolphaartsdijk, sinds 1 januari 1970 behoort het tot de gemeente Goes. Hoewel Sluis de Piet dus bestuurlijk onder Goes valt, wordt de ligging vaak aangeduid ten opzichte van het hemelsbreed dichterbij gelegen Lewedorp (in de gemeente Borsele), mede omdat het gelijknamige gemaal juist vooral de afwatering verzorgt van vele in die gemeente gelegen polders.
De naam verwijst naar de nabijgelegen, in 1874 aangelegde sluis tussen het natuurgebied Westerschenge, een kreekrest van het voormalige vaarwater Schenge, en het toenmalige 'haventje aan De Piet'. Dit haventje was na de bedijking van de Schengepolder in 1874 aangelegd ter vervanging van de haven van 's-Heer Arendskerke (gelegen ten noordwesten van het dorp ter hoogte van de huidige buurtschap Eindewege). Het haventje functioneerde tot 1961, toen het Veerse Gat werd afgedamd, waarna het een zij-arm van het Veerse Meer werd en later werd ingericht als natuur- en recreatiegebied.
Het geheel van gemaal De Piet en spuisluizen De Piet vormt het complex De Piet en is ook Rijksmonument. De boezem is gelegen tussen het gemaal en de dijk en stond oorspronkelijk door middel van sluisjes in verbinding met de kreek de "Schenge". Door middel van een dubbele sluis spuit de boezem in het voormalig haventje "De Piet".
De naam 'De Piet' zelf gaat terug op een kasteel genaamd 'De Piet' (ook 'Mude', 'Muiden' of 'Ter Muijden') in het ambacht Westkerke op het voormalige eiland Wolphaartsdijk, gelegen even ten noorden van de huidige buurtschap. Het dorp Westkerke en het kasteel gingen bij de stormvloed van 1377 verloren, de ruïne van het kasteel stond nog lange tijd als baken in zee, maar werd op 19 november 1512 door een storm weggevaagd. De boerderij 'De Piet' in de Schengepolder herinnert nog aan het voormalige kasteel.
Stad: Goes

Dorpen: 's-Heer Arendskerke · 's-Heer Hendrikskinderen · Kattendijke · Kloetinge · Oud-Sabbinge · Wilhelminadorp · Wolphaartsdijk

Buurtschappen: Abbekinderen · Blauwewijk · De Groe · Eindewege · Goese Sas · Monnikendijk · Noordeinde · Oude Veerdijk · Planketent · Roodewijk · Sluis de Piet · Terlucht · Tervaten · Waanskinderen · Wissekerke

Zeeland: Steden en dorpen in Zeeland      Nederland: Provincies · Gemeenten